# Старая Русса
Ста́рая Ру́сса (др.-рус. Рѹса) — город (с 1167) в Новгородской области России.
Город областного значения и административный центр Старорусского муниципального района и городского поселения город Старая Русса.
До 1552 года назывался Ру́са. 6 апреля 2015 года указом Президента России городу присвоено почётное звание — Город воинской славы.
Старая Русса — крупнейший населённый пункт Старорусского района и третий по населению город Новгородской области. Население — 27 487 чел. (2021).
По состоянию на 1994—2003 годы площадь территории города была 24 км², а с 2005 года — 18,54 км².

## География
Город расположен при впадении реки Порусья в реку Полисть (бассейн озера Ильмень), в 99 км от Великого Новгорода (по объездной трассе), в 48 км восточнее Шимска, в 20 км западнее Парфино и в 64 км севернее Поддорья.

## Происхождение названия
Современное название города (Старая Русса) фиксируется в письменных источниках с XVI века и прочно закрепляется в XIX веке в связи с появлением населённых пунктов (также связанных с солеварением), получивших название «Новая Русса» (Новая Русь в Шелонской пятине, известна с ХVI века). До XVI века Старая Русса называлась др.-рус. Рѹса (Ру́са). Это название носила вся область к югу от озера Ильмень между Полой и Полистью.
В Воскресенской летописи середины XVI века приведена следующая версия возникновения названия Русь: «И пришедше словене съ Дуная и седше у езера Ладожьскаго, и оттоле прииде и седоша около озере Илменя, и прозвашася инымъ именемъ, и нарекошася Русь рекы ради Руссы, иже впадоша во езеро Илмень». Упоминание о реке Русса (ныне Порусья) явилось вставкой летописца, о чём свидетельствует сравнение с текстом более ранней Софийской первой летописи начала XV века.
Согласно «Сказанию о Словене и Русе» XVII века город был назван в честь легендарного героя по имени Рус, который поселился на этом месте. По мнению лингвистов Р. А. Агеевой, В. Л. Васильева и М. В. Горбаневского, этот рассказ — позднесредневековая книжная топонимическая легенда.
По мнению лингвиста А. И. Соболевского, название связано с соляным источником Ру́са, которое восходит к русло (Ру́са — также река в бывшей Курской губернии). Соболевский сближал название с названием левого притока Десны Неруса (от не и русло), Орловская и Брянская области. Лингвист Макс Фасмер высказывал сомнение в этой этимологии названия Руса. По мнению лингвистов Р. А. Агеевой, В. Л. Васильева и М. В. Горбаневского, первоначальное название города (Руса) происходит от гидронима — реки Порусья (в древности называвшаяся Руса). Имя реки, в свою очередь, осталось от проживавших здесь ранее балтских племён.
Высказывались предположения, что название этимологически тождественно названию Русь. В начале XVI века немецкий дипломат Сигизмунд фон Герберштейн первым зафиксировал народную этимологию, согласно которой название «Руссия» произошло «от одного очень древнего города по имени Русс, недалеко от Новгорода Великого». В другом месте Герберштейн пишет: «Руса, некогда называвшаяся Старой Руссией (то есть давней или древней Руссией), древний городок под владычеством Новгорода…». Историк XVIII века В. Н. Татищев считал Старую Русу местом появления имени «Русь»: «сначала токмо область Новгородская или паче владение Старой Русы (Старой Руси) тако именовались».
В 2000-е годы российские антинорманисты А. Н. Сахаров и В. В. Фомин предприняли попытку вновь предложить связь названия Русь и Руса, опираясь на известие Герберштейна. По мнению Фомина, «Старорусская русь», существовавшая ещё до призвания Рюрика, располагалась на территории всего Южного Приильменья, «где встречаются мощные соляные источники, в изобилии дающие соль, без которой невозможна сама жизнь».
По мнению историка и филолога Е. А. Мельниковой, Фомин вслед за А. Г. Кузьминым возродил антинорманизм середины XIX века, в той его форме, которая была выдвинута М. В. Ломоносовым, развита С. А. Гедеоновым и опирается на народную этимологию. Историк В. Я. Петрухин оценивает используемые Фоминым методы реконструкции на основе средневековых генеалогий, конструкций Синопсиса, Ломоносова и др., как примыкающие к методам А. Т. Фоменко. Предположение о существовании Старой Руссы в IX веке не подтверждается археологическими данными. Кроме того, название этого поселения (Руса) известно только с середины XI века, которой датируется берестяная грамота № 526: «На Бояне въ Рѹсе гр(и)вна, на Житоб(о)уде въ Роусе 13 коуне и гр(и)вна истине…». О более раннем названии поселения ничего не известно.
Архаическое название жителей, производное от названия Руса, — рушане, а не русь.

## Названия жителей
Современные источники фиксируют названия жителей — староруссы («Староруссы. Лошадь съели, да в Новгород писали, чтобы еще прислали»), старорусцы, старорушане, старорусяне, (все три — источники XX века); форма староруссцы (с удвоенным «с») является некорректной.
С раннего периода жители города именовались рушане. В новейшее время в обиходе широко утвердилось название староруссцы, тогда как рушане получило слегка возвышенно-книжный оттенок. Однако имя старорусцы было в ходу ещё с эпохи Ивана Грозного. Так, в «Новгородских таможенных книгах» начала XVII столетия (1610—1611 годы) зафиксированы «старорусец Павлов Степан», «старорусец Федоров Яким» и другие купцы, которые уплатили таможенные пошлины за право торговли в Новгороде. В тех же таможенных книгах читается наименование старорушанин («старорушане Кистеев Докучай Васильев, Семенов Гаврила»), которое к настоящему времени, однако, вышло из употребления.

## История

### Возникновение города
До настоящего времени остаётся открытым вопрос о времени возникновения города Старая Русса.
Впервые Руса упоминается в Новгородской первой летописи под 1167 годом, но город при слиянии рек Полисть и Порусья в Южном Приильменье появился раньше. Найденная в Новгороде в 1975 году берестяная грамота № 526 подтверждает существование Русы в середине XI века: «На Бояне въ Роусе гр(и)вна, на Житоб(о)уде въ Роусе 13 коуне и гр(и)вна истине…». Ненамного моложе — последняя четверть XI века — и древнейшая берестяная грамота, найденная в самой Русе (фрагмент долгового списка, № 13).
По исследованным памятникам археолог Г. С. Лебедев датировал возникновение Старой Руссы рубежом X—XI веков. В настоящее время известные археологические источники позволяют датировать время возникновения Старой Руссы концом X — началом XI века. На современном этапе археологического изучения древнего центра Южного Приильменья остаётся нерешённым не только вопрос о времени возникновения Старой Руссы, но и относительно локализации древнейшего поселения, характере укреплений и топографии города. Археологические раскопки на Пятницком-I раскопе свидетельствуют о заселении этого участка в XI веке. В XI веке центр Старой Руссы располагался в районе главных ворот курорта поблизости от открытых минеральных источников, в районе пересечения современных улиц Минеральной и Сварога. Артефакты XI века найдены также на Соборной площади.
Участники III Всероссийского археологического съезда (Старая Русса; 24—29 октября 2011 г.) в рамках «круглого стола» поддержали ходатайство администрации Старорусского муниципального района и города Старая Русса перед администрацией Новгородской области и Министерством культуры РФ о праздновании 1000-летнего юбилея истории Старой Руссы в 2015 году. Губернатор Новгородской области С. Г. Митин 31 мая 2012 года обратился к президенту Российской академии наук академику Ю. С. Осипову с просьбой «…поддержать ходатайство о праздновании в 2015 году тысячелетия города Старая Русса».

### Новгородское государство (XII—XV века)
До первого упоминания в летописях в 1167 году об истории города можно судить только по археологическим данным. По материалам раскопок, Руса в XI—XII веках имела регулярно обновляемые деревянные мостовые и развитую городскую культуру. Горожане активно занимались солеварением, торговлей и ремёслами.
С конца XII века летописи начинают регулярно сообщать о событиях, связанных с городом. В 1192 году будущим новгородским архиепископом, игуменом Мартирием, основан Спасо-Преображенский монастырь. В 1194 году город пережил большой пожар. В 1198 году — заложена первая каменная церковь — Спасо-Преображенский собор.
В 1199—1201 годах в Русе построены городские укрепления — Старорусская крепость. В 1234 году во время набега в город проникло литовское войско, но объединённые силы горожан, купцов, гриди и огнищан отбили атаку и одержали победу в полевом сражении.
В 1456 году московские войска в ходе московско-новгородской войны захватили город и разбили новгородское войско, пытавшееся освободить Русу (сражение под Русой), после чего Новгород пошёл на уступки и был заключён Яжелбицкий мир.
В марте 1471 года город был разграблен слуцким князем Михаилом Олельковичем. В том же году в ходе похода Дмитрия Холмского и Фёдора Хромого, Руса была захвачена и сожжена московскими войсками.

### Русское государство (XV—XVII века)
1478 год — Руса вместе со всеми новгородскими землями входит в состав единого Русского государства после походов великого Московского князя Ивана III.
В 1565 году Иван Грозный выделил Старую Русу в состав опричных земель, что уберегло её от опричного террора. Основой экономики города оставались богатые соляные промыслы.
В последней четверти XVI века город вступает в долгую полосу упадка. В феврале 1581 года во время Ливонской войны он был захвачен и практически полностью сожжён польско-литовскими войсками, которые разорили и его окрестности.
Осенью 1608 года Старую Руссу захватывают отряды Лжедмитрия II, но весной 1609 года во время похода на Москву русско-шведский отряд под командованием Фёдора Чулкова и Эверта Горна отбивает Русу у тушинцев.
В 1611 году город вместе с Новгородом и прилегающей территорией попадает в зону шведской оккупации. К моменту возвращения Старой Руссы в числе прочих земель по Столбовскому мирному договору в 1617 году город был совершенно разорён и в нём насчитывалось только 38 жителей.

### Российская империя
В 1693 году 21-летний Пётр I с разрешения матери отправился в Архангельск и по пути заехал в Старую Русу. Он повелел изыскать способы к развитию Старорусского солеварения. Во второй раз он посетил город уже императором в 1724 году.
При разделе Российской империи на губернии в 1708 году город вошёл в состав Ингерманландской (с 1710 — Санкт-Петербургской) губернии. С 1719 года — в составе Новгородской провинции, с 1727 — в составе одноимённой провинции Новгородской губернии.
В 1763 году в Старой Русе произошёл пожар, уничтоживший все деревянные постройки, после чего город застраивался по регулярному плану на правом берегу реки Полисть.
15 февраля 1776 года Старой Руссе был пожалован герб, и она была объявлена уездным городом.
В 1785 году в городе был основан бальнео-грязевый курорт.
В первой трети XIX века в Старой Русе были построены «Красные казармы» для размещения войск. С 1864 года в них был расквартирован Вильманстрандский 86-й пехотный полк. Во второй половине XX века бывшие казармы занял приборостроительный завод, который ныне называется «Старорусприбор».
В 1831 году в Старой Русе произошёл кровавый холерный бунт.
В 1878 году с городом было открыто железнодорожное сообщение.
В начале XX века город стал называться Старая Русса (с удвоенной «с»).

### Советский довоенный период (1917—1941 гг.)
После октябрьских событий 1917 года в Петрограде в Старой Руссе советская власть установилась 3—5 ноября 1917 года.
В период Гражданской войны, с 24 февраля до июля 1919 года в Старой Руссе на курорте был размещён штаб Западного фронта РККА.
С 1 августа 1927 года Старая Русса вошла в состав Новгородского округа Ленинградской области, став административным центром новообразованного Старорусского района (23 июля 1930 года деление на округа в СССР было упразднено).
Указом Президиума Верховного Совета РСФСР от 19 сентября 1939 года Старая Русса стала городом областного подчинения.

### Великая Отечественная война
Во время Великой Отечественной войны с 9 августа 1941 года по 18 февраля 1944 года Старая Русса была оккупирована немецкими войсками. Город находился недалеко от линии фронта и подвергся сильным разрушениям. Советские войска неоднократно пытались безуспешно овладеть Старой Руссой ещё к 23 февраля 1942 года. Позже была также неуспешная Старорусская операция в марте и августе 1943 года.
18 февраля 1944 года Старая Русса была освобождена войсками 1-й Ударной армии 2-го Прибалтийского фронта в ходе Старорусско-Новоржевской наступательной операции. К моменту освобождения в разрушенном городе не оставалось ни одного жителя; к концу 1944 года их было 5 тысяч.
По Указу Президиума Верховного Совета СССР от 5 июля 1944 года город Старая Русса и весь Старорусский район были включены в состав вновь образованной Новгородской области.
16 февраля 1984 года город Старая Русса был награждён орденом Отечественной войны I степени.

### Постсоветский период
6 апреля 2015 года указом Президента России Старой Руссе присвоено почётное звание — Город воинской славы. В том же году проведены торжественные мероприятия, приуроченные к празднованию 1000-летия города. Среди участников праздничных церемоний — «Глава Российского Императорского дома» Великая Княгиня Мария Владимировна, посетившая Старую Руссу 9—10 июня 2015 года.
В январе 2019 года город Старая Русса подал заявку на включение его в состав Ганзейского союза Нового времени.

## Климат
| Показатель                    | Янв.  | Фев.  | Март  | Апр.  | Май  | Июнь | Июль | Авг. | Сен. | Окт.  | Нояб. | Дек.  | Год   |
| ----------------------------- | ----- | ----- | ----- | ----- | ---- | ---- | ---- | ---- | ---- | ----- | ----- | ----- | ----- |
| Абсолютный максимум, °C       | 10,2  | 10,9  | 18,3  | 26,4  | 32,6 | 34,0 | 35,4 | 36,4 | 31,2 | 24,0  | 13,6  | 10,5  | 36,4  |
| Средний суточный максимум, °C | −3,5  | −3    | 2,7   | 10,9  | 17,8 | 21,3 | 23,5 | 21,6 | 15,8 | 9,0   | 2,0   | −1,7  | 9,7   |
| Средняя температура, °C       | −5,9  | −6,4  | −1,2  | 5,9   | 12,3 | 16,1 | 18,4 | 16,3 | 11,0 | 5,8   | −0,5  | −4,5  | 5,6   |
| Средний суточный минимум, °C  | −9,2  | −9,8  | −5,1  | 1,3   | 6,7  | 10,8 | 13,1 | 11,4 | 7,0  | 2,7   | −2,5  | −6,8  | 1,6   |
| Абсолютный минимум, °C        | −41,5 | −40,1 | −31,1 | −26,5 | −5,6 | −1,8 | 3,9  | −0,3 | −6   | −13,1 | −27,5 | −40,6 | −41,5 |
| Норма осадков, мм             | 43    | 32    | 34    | 32    | 53   | 75   | 76   | 75   | 62   | 60    | 52    | 47    | 641   |
| Источник:                     |       |       |       |       |      |      |      |      |      |       |       |       |       |

## Население
| 1856    | 1897    | 1913    | 1926    | 1931    | 1939    | 1959    | 1967    | 1970    | 1979    | 1989    | 1992    |
| ------- | ------- | ------- | ------- | ------- | ------- | ------- | ------- | ------- | ------- | ------- | ------- |
| 8000    | ↗15 200 | ↗17 000 | ↗21 511 | ↘18 400 | ↗37 258 | ↘25 409 | ↗32 000 | ↗34 577 | ↗40 439 | ↗41 538 | ↗41 600 |
| 1996    | 1998    | 2000    | 2001    | 2002    | 2003    | 2004    | 2005    | 2006    | 2007    | 2008    | 2009    |
| ↘41 200 | ↘41 100 | ↘40 900 | →40 900 | ↘35 511 | ↘35 500 | ↘34 700 | ↘34 435 | ↘34 175 | ↘33 694 | ↘33 335 | ↘32 795 |
| 2010    | 2011    | 2012    | 2013    | 2014    | 2015    | 2016    | 2017    | 2018    | 2019    | 2020    | 2021    |
| ↘31 809 | ↘31 800 | ↘30 901 | ↘30 371 | ↘29 979 | ↘29 728 | ↘29 489 | ↘29 019 | ↘28 483 | ↘28 043 | ↘27 739 | ↘27 487 |

На 1 января 2025 года по численности населения город находился на 544-м месте из 1124 городов Российской Федерации.
По результатам Всесоюзной переписи населения СССР 1959 года 11 197 мужчин и 14 212 женщин. Всего — 25 409 человек;
Национальный состав
По итогам переписи населения 2020 года проживали следующие национальности (национальности менее 0,1 % и другое, см. в сноске к строке «Другие»):
| Национальность | Численность, чел. | Доля     |
| -------------- | ----------------- | -------- |
| Русские        | 24 009            | 87,35 %  |
| Украинцы       | 122               | 0,44 %   |
| Белорусы       | 39                | 0,14 %   |
| Другие         | 3317              | 12,07 %  |
| Итого          | 27 487            | 100,00 % |

## Экономика

### Предприятия
Реализация продукции в 2009 году (млн руб.):
- АО «123 Авиационный ремонтный завод» — 1007,6
- ООО «Завод химмаш» — 213,1 (До 2012 — ФГУП «Завод химмаш РАН»)
- ОАО «Старорусприбор» — 273,0
- ООО «Дельта-Стикс» — 235,5
- ООО «Фортуна» (мясные и плодоовощные консервы) — 43,0
- ООО «Старорусский мясной двор» — 467,7
- Старорусское райпо (колбасные изделия, хлебобулочные и кондитерских изделия) — 41,7
- ОАО МИЗ «Красногвардеец» — 13,5.
- ООО «Лакто-Новгород», отгружено товаров собственного производства на 229,2 млн рублей и за сентябрь—декабрь 2009 года стоимость переработанного давальческого сырья составила всего 75,1 млн рублей.
- ЗАО «Курорт Старая Русса»
- МУП МТС «Старорусская»
- ОАО «Старорусский АРЗ» и РКТМ СТ ЗАО «РКТМ СПб» (по производству холодного металлопроката и различных строительных профилей) (находится на территории Новосельского сельского поселения, вне территории г. Старая Русса)
- ООО «Русь»
- ОАО «Старорусский хлеб»
- ОАО "КПП «Старорусский»
- филиал «Теплоэнерго г. Старая Русса и Старорусского района» (электроэнергетика)
- МУП «Старорусская типография» (больше не работает)
- ЗМК «Старорусский»

В 2009 году произведено товаров и выполнено услуг на общую сумму 2,96 млрд руб. (газета «Старая Русса», 27.03.2010).

## Транспорт
Железнодорожная станция Октябрьской железной дороги, на линии Москва — Бологое-Московское — Валдай — Старая Русса — Дно-1 — Псков.
С 1922 по 1941 годы в городе действовала трамвайная линия от вокзала до курорта. Во время войны она была полностью разрушена. Кроме того, во время войны была полностью разрушена железнодорожная линия Старая Русса — Шимск — Новгород (до настоящего времени не восстановлена).
В Старой Руссе действует автовокзал, расположенный в непосредственной близости от железнодорожного вокзала. С автовокзала осуществляется по несколько рейсов в день до Великого Новгорода и Санкт-Петербурга, а также других населённых пунктов Новгородской области, как отправляющихся из Старой Руссы, так и транзитных.
До 1995 года существовал водный маршрут Старая Русса — Великий Новгород через реку Полисть и озеро Ильмень скоростными судами на подводных крыльях (время в пути 1,5 часа)

## Архитектура города

### Церковная архитектура
До революции в Старой Руссе действовали 21 православный храм, 2 синагоги, 1 лютеранская церковь, костёл.
- Храм Чудотворной иконы Старорусской Божией Матери (1889 год)
- Духовская церковь

### Гражданская архитектура
- Дом Грушеньки (1850—1860 годы)
- Здание гостиницы «Белград» (1910 год)

## Памятники истории и культуры
- Музей-усадьба средневекового рушанина
- Культурный слой г. Старая Русса (Код памятника: 5310129000) XI—XV вв. территория, ограниченная реками Перерытица и Полисть, улицами Александровской и Минеральной и Комсомольским переулком[77].
- Ансамбль Спасо-Преображенского монастыря (XII век)
- Георгиевская церковь (XV век)
- Троицкая церковь (XVII век)
- Воскресенский собор (XVII век)
- Дом-музей Ф. М. Достоевского
- Памятник Фёдору Достоевскому
- Оздоровительный курорт
- Памятник «Доблестным Вильманстрандцам» («Орёл»)
- Стела «Город воинской славы»
- Церковь великомученика Мины (XIV в.)
- Музей романа «Братья Карамазовы» (открыт 14 июля 2018 г.)[78].

Старая Русса находится на втором месте (после Новгорода) по количеству найденных берестяных грамот — 54.
В резолюцию II Всероссийской конференции «Сохранение и возрождение малых исторических городов» (Новгородская область, г. Старая Русса; 30 сентября — 1 октября 2010 года) было включено нижеследующее: 

15. Поддержать инициативу администрации муниципального образования «Город Старая Русса» установления в Старой Руссе памятника Русу — эпическому родоначальнику русского народа и основателю города и рекомендовать администрации МО «Город Старая Русса» организовать проведение Всероссийского конкурса на создание памятника.

## Некрополь
Старейшим и крупнейшим кладбищем города является Симоновское кладбище, основанное в 1771 году
. Среди похороненных на кладбище защитники города в годы Великой Отечественной войны, Герой Советского Союза Г. Е. Бойко (1918—1942), Герой Советского Союза Ю. М. Устюжанин (1918—1942), артист Юрий Каморный (1944—1981), генерал-майор артиллерии и георгиевский кавалер Николай фон Мевес (1778—1831).

## Конференции, Фестивали и съезды, прошедшие в Старой Руссе
- II Всероссийская конференция «Сохранение и возрождение малых исторических городов» (Новгородская область, г. Старая Русса; 30 сентября — 1 октября 2010 года);
- I Международный Фестиваль русской музыки в Старой Руссе (19 сентября — 1 октября 2011 г.)[82];
- III (XIX) Всероссийский археологический съезд (24 — 29 октября 2011 г.)[83];
- Ежегодно весной в Старой Руссе проводятся Международные чтения «Достоевский и современность»[84], а осенью — Международный Фестиваль камерных спектаклей по произведениям Ф. М. Достоевского[85];
- Фестиваль воздухоплавателей имени Михаила Поморцева (17 — 19 мая 2013 г.).
- С 2015 года в городе проводится Фестиваль «Княжья Братчина», включающий в себя выступления фолк-коллективов и клубов исторической реконструкции.

## Галерея
- Памятный знак эпическому основателю города Русу
- Памятник «Доблестным Вильманстрандцам»
- Церковь Святой Троицы
- Курорт. Дореволюционная открытка
- Памятная монета номиналом 10 рублей,
 серия «Древние города России», 2002 г.
- Памятная монета номиналом 10 рублей,
 серия «Города воинской славы», 2016 г.
- Водонапорная башня (1908—1909) и фонтан на Соборной площади (июль 2021)
- Вид на Соборную площадь с водонапорной башни
- Вид на город с водонапорной башни
- Почтовая марка 2016 год

## Известные люди, связанные с городом
См. Категория:Персоналии:Старая Русса
- Рахманинов Сергей Васильевич (1873—1943) — композитор, пианист, дирижёр. Родился в усадьбе Семёново Старорусского уезда[86].
- Алёхин (Масловский) Глеб Викторович (1907—1987) — писатель[87]
- Достоевский, Фёдор Михайлович (1821—1881) — русский писатель. Старорусский домовладелец с 1876 года[86].
- Дубровин, Владимир Дмитриевич (1857—1879) — революционер-народник. Прапорщик 86-го Вильманстрандского полка, расквартированного в Старой Руссе.
- Медведев, Александр Филиппович (1916—1984) — археолог, специалист по средневековому оружию. В 1966 году под его руководством были начаты масштабные раскопки в Старой Руссе, которые он вёл до 1978 года.
- Мерперт, Николай Яковлевич (1922—2012) — советский и российский археолог. В 1941 году участвовал в боях под Старой Руссой.
- Миронова, Валентина Григорьевна (1943—2002) — археолог. В 1960-е годы была сотрудником Старорусской археологической экспедиции, которую с 1985 по 1997 годы возглавляла.
- Поморцев, Михаил Михайлович (1856—1916) — русский изобретатель в области ракетной техники, аэрологии, инженер-генерал-майор[87].
- Пылаев, Владимир Александрович (1888—1937) — протоиерей Духовской и Георгиевской церквей, краевед.
- Томский, Николай Васильевич (Гришин) (1900—1984) — советский скульптор-монументалист, автор многих известных памятников советской эпохи, действительный член Академии художеств СССР (1949; президент с 1968 по 1983), действительный член Академии искусств ГДР, Герой Социалистического Труда (1970), Ректор Академии художеств (1964—1970)[86].
- Гранин, Даниил Александрович (1919—2017) — советский и российский писатель, киносценарист, общественный деятель. Участник Великой Отечественной войны. Герой Социалистического Труда. Лауреат Государственной премии СССР, Государственной премии РФ, премии Президента РФ и премии Правительства РФ. Почётный гражданин Санкт-Петербурга[87][88].
- Шульц, Михаил Михайлович (1919—2006) — русский советский физико-химик, действительный член АН СССР (РАН), Герой Социалистического Труда (1991).
- Кузнецова, Мария Григорьевна (1925—1943) — свидетельница немецкой оккупации Старой Руссы, вела дневник с 22 июня 1941 года[89], 20 мая 1942 года арестована НКВД и приговорена к 7 годам заключения[90]. Погибла в советском лагере 24 февраля 1943 года. В начале 2000-х годов дневник был обнаружен на свалке в Санкт-Петербурге и опубликован волонтёрами проекта «Прожито»[91].

### Родившиеся в Старой Руссе
См. Категория:Родившиеся в Старой Руссе
- Арефьев, Пётр Алексеевич (1913—1950) — Герой Советского Союза, командир эскадрильи.
- Блинников, Сергей Александрович (1907—1985) — Герой Советского Союза, командир 107-го отдельного батальона Перекопской Краснознамённой бригады.
- Бровцин, Александр Николаевич (1921—2007) — советский военный деятель, генерал-лейтенант (1967 год), лауреат Ленинской премии (1976 год).
- Бродюк, Владимир Владимирович (1920—1946) — Герой Советского Союза, командир взвода разведки 12-й Краснознамённой бригады морской пехоты Северного флота.
- Варламов, Евгений Викторович (род. 1976) — российский хоккеист, чемпион России.
- Вилинбахов, Вадим Борисович — известный историк-антинорманист; отец Вилинбахова Г. В. — Председателя Геральдического совета при Президенте Российской Федерации.
- Виноградова, Софья Александровна (1929—2021) — советская артистка балета и педагог. Заслуженная артистка РСФСР (1969).
- Вязинин, Иван Николаевич (1923—2005) — историк и краевед, автор книг о Старой Руссе. Почётный гражданин (2000 год).
- Глинка, Владислав Михайлович (1903—1983) — литератор и учёный-историк[86].
- Егоров, Александр Александрович (1903—1988) — советский военный деятель, генерал-майор (1943 год).
- Марченко, Вячеслав Иванович (1930—1996) — советский писатель[87].
- Мельников, Алексей Николаевич (1905—1964) — Народный герой Югославии, генерал майор
- Мухачева, Любовь Алексеевна (23 июля 1947) — советская лыжница, олимпийская чемпионка (1972), заслуженный мастер спорта СССР (1972).
- Наумова, Марьяна Александровна (род. 1999), российская спортсменка в пауэрлифтинге — жим штанги лёжа. Мастер спорта России международного класса. Заслуженный мастер спорта Донецкой Народной Республики. Ведущая Первого канала, журналист, военный корреспондент, блогер.
- Сварог, Василий Семёнович (1883—1946) — советский художник[86].
- Черкасов, Александр Александрович (1834—1895) — писатель, городской голова Барнаула с 1886 по 1894 гг., городской голова Екатеринбурга с 1894 по 1895 годы.
- Яковлев, Николай Дмитриевич (1898—1972) — маршал артиллерии[87].
- Яременко, Иван Иванович (1907—1945) — советский военный деятель, полковник.

### Умершие (или похороненные) в Старой Руссе
- Каморный, Юрий Юрьевич (1944—1981) — известный советский киноактёр. Похоронен на Симоновском кладбище[92].
- Кашеварова-Руднева, Варвара Александровна (1843—1899) — первая русская женщина-врач, получившая высшее образование.
- Курдаков, Евгений Васильевич (1940—2002) — поэт, исследователь, лауреат Пушкинской премии 1997 и 1999 года, академик Петровской АН.
- Санжиев Тогон Санжиевич (1904—1942) — советский военнослужащий-снайпер, бурят по национальности, участник Великой Отечественной войны.
- Фрикен, Фёдор Карлович (1780—1849) — русский генерал, участник Наполеоновских войн. В 1811 году, в чине майора, состоял командиром Старорусской резервной бригады, а по отправлении её к действующей армии формировал резервный батальон гренадерского графа Аракчеева полка. Один из устроителей военных поселений в Старой Руссе. Похоронен на территории старорусского Спасо-Преображенского монастыря (могила во время боевых действий в Великой Отечественной войне утрачена).

### Почётные граждане города
- Иван Ильич Миссан — советский военачальник, участник обороны города во время Великой Отечественной войны. Почётный гражданин с 1942 года.
- Николай Васильевич Томский — известный советский скульптор, президент Академии Художеств СССР. Почётный гражданин с 1967 года.

## Города-побратимы
- Финляндия: Лоймаа
- Германия: Бад-Кройцнах
- Эстония: Валга
- США: Канандейгуа
- Россия: Кировск